# 真庭市立図書館
真庭市立図書館（まにわしりつとしょかん）は、岡山県真庭市にある市立図書館である。

## 各図書館
- 真庭市立中央図書館（真庭市勝山53-1）
- 真庭市立北房図書館（真庭市上水田3131）
- 真庭市立落合図書館（真庭市落合618）
- 真庭市立久世図書館（真庭市鍋屋17-1（エスパス2階））
- 真庭市立美甘図書館（真庭市美甘4134）
- 真庭市立湯原図書館（真庭市豊栄1515）
- 真庭市立蒜山図書館（真庭市蒜山上長田545-2）

## 閉館した図書館
- 真庭市立勝山図書館（2018年3月31日閉館）